# Konspirationsteorier om månelandingen
Konspirationsteorier om månelandingen betegner en lang række hypoteser (snarere end egentlige teorier), der går ud på, at USA's månelandinger under Apollo-programmet 1969-1972 aldrig har fundet sted. Der er tale om egentlige konspirationsteorier, og de tidligste kom frem allerede i 1970'erne. Der er blevet produceret adskillige bøger, dokumentarfilm og hjemmesider om emnet.
Konspirationsteorierne spænder vidt: Nogle mener at Neil Armstrong vitterligt landede på Månen, men at offentligheden ikke kunne tåle at se selenianernes krystalbyer . Derfor blev billederne forfalsket. Andre mener, at Apollo 13 var den første bemandede måneflyvning, og at falskneriet dækker over at NASA ikke nåede det inden udgangen af tresserne, som præsident Kennedy havde proklameret. Endelig accepterer flertallet af tilhængerne af forskellige konspirationsteorier, at mennesker er opsendt i lave jordbaner (under Van Allen-bælterne) og at ubemandede rumsonder har nået Månen, men mener at mennesker aldrig har været på eller omkring Månen.[kilde mangler]
Konspirationsteorierne afvises som rent nonsens af forskere, ingeniører og astronauter verden over. Mængden af materiale, der uigendriveligt beviser, at månelandingerne fandt sted, er så overvældende, at benægtelsen af dette faktum kan sammenlignes[kilde mangler] med Holocaust-benægtelse. Denne sammenligning går naturligvis ikke på indholdet af emnet, men på det absurde i at benægte noget, der er indiskutabelt.
I Danmark er Henrik Melvang en kendt fortaler for månekonspirationsteorien.

## Politisk fupnummer?
USA kunne have god grund til at iværksætte et sådant fupnummer, idet man stod i en presset situation om at komme først til Månen, og desuden var missionen særdeles farlig. Det er dog svært at skjule for modparten, hvad man laver på Månen; i 1966 landede den første sonde på Månen, den sovjetiske Luna 9, men dens signaler blev også modtaget i England (Jodrell Bank radioteleskopet). Derfor blev de første billeder fra måneoverfladen publiceret i engelske aviser, så Sovjetunionen ville ligeledes kunne afgøre, om amerikanerne snød.
Det lykkedes for Sovjetunionen tre gange at få robotter til at tage prøver med hjem til Jorden. Ved udveksling af Apollo- og Lunaprøver blev det konstateret, at sammensætningen af ilt-isotoper var ens, så ærkefjenden Sovjetunionen kunne godkende, at USA havde prøver fra Månen.
Månekapløbet var en konkurrence mellem USA og Sovjetunionen, der fandt sted midt under Den Kolde Krig. USA og Sovjetunionen havde rettet 5.000 kernevåben mod hinanden, samtidig med at Sovjetunionen forsynede Nordvietnam med våben der dræbte amerikanske soldater. USA's og Sovjetunionens forhold til hinanden gjorde, at de næppe kunne blive enige om at lade USA påstå en månelanding, hvis den ikke har fundet sted.

## Radiosignalerne
De radiosignaler, som Apollo-fartøjerne udsendte, og som alle på Jorden med en passende antenne kunne modtage, kan ikke simuleres med hensyn til retning og bølgelængde på anden måde end ved en månemission. Hele verden kunne altså se med.
Retningen: Den eneste måde, en radiokilde kan befinde sig i længere tid i retning af Månen, er ved at befinde sig  ved eller på Månen. Er kilden i et kredsløb nærmere Jorden, vil dens omløbstid blive kortere end Månens. Månen er som bekendt ca. 1 måned om et omløb. En satellit i lav jordbane er 90 minutter om et omløb. Dette iflg. Keplers 3. lov.
Bølgelængden: Når et rumskib ændrer sin hastighed langs synslinjen til Jorden, ændres frekvensen på det modtagne signal betydeligt (Doppler-effekten). Ved at følge frekvensændringerne (som man var nødt til at tune ind efter) kunne man altså ligefrem se, at fartøjerne var i omløb på Månen.
Med retninger og Doppler-effekter tilsammen kunne hele verden altså følge Apollo-missionerne på deres vej til Månen, rundt om Månen og tilbage igen.
De kunne ikke simuleres; heller ikke ved at sende stemmerne fra Jorden til ubemandede fartøjer ved Månen for så at lade dem sende kommunikationen tilbage mod Jorden. Uploadingen ville være fuld tilgængelig for alle andre.

## Projektørlys
1) Hvis man står på Månens dagside, vil der være én stor punktlyskilde; Solen. En stor del af konspirationstilhængernes beviser bygger på at sten, månelander osv. kaster skygger i forskellige vinkler.
Svar: Hvis man ser fodboldspillere om aftenen, vil man se at de har flere skygger, pga. flere punktlyskilder i hvert hjørne. Flere projektører giver altså forskellige vinkler OG flere skygger.
2) På mange billeder er bl.a. landingsmodulet oplyst på skyggesiden – men da astronauterne ikke havde nogen lyskilde med til Månen, må skyggerne være kulsorte.
Svar: Månens overflade (regolit – knuste krystaller) er meget stærkt reflekterende (det er derfor at fuldmånen er så klar og tydelig set fra Jorden) og på den måde kan ting ses i slagskyggerne.
Man skal også huske på at der er 'jordskin' på Månens forside og selv en halv jordskive (albedo på 0,3) lyser langt kraftigere på Månen end fuldmånen (albedo på 0,1) på Jorden.

## Billedmanipulation
- Trådkors bagved astronauten
- Trådkors bagved flaget

Konspirationsteorien lagde særlig vægt på, at der var foretaget billedmanipulation. Nogle af eksemplerne var:
- Manglende stjerner
- Forsvundne trådkors

De manglende stjerner skyldes at månelandskabet lyser meget kraftigere end stjernerne. Hvis der skulle stjerner med på billedet, ville månelandskabet blive overbelyst og uden detaljer. Dette gælder for både moderne kameraer og de mekaniske Hasselbladkameraer astronauterne medbragte. Desuden virker det usandsynligt, at en rumforskningsorganisation som NASA skulle glemme at sætte stjerner i baggrunden, såfremt de burde være der.
På NASAs fotografier vil der altid være nogle trådkors i forgrunden. Men tilhængerne af konspirationsteorien havde opdaget steder, hvor disse kors var i baggrunden – hvilket kunne være tegn på digital billedmanipulation.
Svar: De forsvundne kors er dér, hvor der var meget kraftig hvid refleksion, der havde eksponeret sig ind over de tynde kors.
En anden ting er, at folk tænker på Star Wars og Jurassic Parks imponerende computergenererede grafik, men de påståede billedmanipulationer skulle altså været foretaget i 1969-72, hvor computeren kun var en kæmpe lommeregner.
Der findes mange lignende argumenter, men de er efterhånden alle blevet modbevist af videnskabsfolk fra hele verden.

## Filmstudie
- Apollo 15-landeren Falcon
- Månebjerge uden Falcon

1) På Apollo 15-billeder ser man de samme månebjerge i baggrunden, nogle gange med en månelander foran, andre gange uden. Dette kunne tyde på genbrug af kulisser.
Svar: På Jorden er der dis i atmosfæren, der slører fjerne objekter. På Månen vil den manglende dis få fjerne objekter til at se nære ud. Samme fænomen ses i Grønland, grundet den tørre luft. Man kan tage et billede af sin månelander og derefter gå 4 km tættere på bjerget, bjerget ser ens ud.
2) På et billede er der en sten med et 'C' på. Hvorfor er der et 'C' på stenen når den er på Månen?
Svar: På de første pressekopier havde et hår sneget sig med og lå som et 'C'.
3) I 1978 lavede Peter Hyams filmen Capricorn One, om NASAs forsøg på at forfalske en marslanding. Peter Hyams har udtalt at når han, med et lille budget, kunne forfalske en marslanding, så kunne NASA, med deres milliardbudget, snildt forfalske en månelanding.
Svar: Peter Hyams brugte rigtige NASA-klip fra 1969-72 til sin film, som krævede at NASA havde opsendt måneraketter. Uden NASAs flyvninger havde Peter Hyams ingen realistiske filmklip.

## Flaget
Et af de mest kendte argumenter for, at månelandingen skulle være falsk, er det blafrende flag. Der er ingen vind på Månen, så folk spørger sig selv, hvordan flaget kunne blafre.
Svar: Flagstangen var yderst let, da det var dyrt at sende mange kilo til Månen. Den lette konstruktion gjorde at stangen og flaget let rystede ved de mindste vibrationer i underlaget (astronauternes trampen). I det lufttomme rum er der ingen luft til at dæmpe svingningerne, så flaget blafrede i længere tid, end det ville gøre på Jorden. NASA var godt klar over at der ikke er nogen atmosfære på Månen, derfor havde flagstangen en vandret stang på oversiden af flaget, så det kunne foldes ud. Astronauterne foldede ikke flaget helt ud, så det så ud som om det blafrede i vinden.
- Flaget ser ud som om det blafrer,
- men er statisk.

## Van Allenbæltet
Jordens magnetfelt koncentrerer de ladede partikler fra Solen (og stjernerne) i det såkaldte Van Allenbælte fra 500 til 13.000 km højde. Rumfærger og rumstationer flyver rundt under Van Allenbæltet, men Apolloastronauterne skulle flyve igennem strålingsbælterne på vejen til Månen. Kunne astronauternes dragter modstå denne stråling?
Svar: Apolloastronauterne passerede Van Allenbæltet på 30 minutter. Den valgte rute tog Apollo gennem den tyndeste del af bæltet – intensiteten er højest lige over ækvator, men Apollo forlod det lave jordkredsløb 28° fra ækvator. Kommandomodulet – ikke rumdragterne – var designet til at give tilstrækkelig beskyttelse.
Månelandingerne foregik i et lavpunkt i Solens aktivitet, men hvis flyvningerne var foregået under f.eks. det store flareudbrud 4.-9. august 1972, var to af astronauterne døde.

## Fysik på Månen
Endnu en ting, der taler for månelandingens gyldighed, er vanskeligheden ved at fremstille en total genskabelse af fysikken på Månen. På grund af Månens svagere tyngdekraft bevæger og opfører alt sig anderledes på Månen end på Jorden. En genskabelse måtte være særdeles omfattende, og det gælder lige fra tyngdepåvirkningen af astronauternes bevægelser, til den måde støvet suser op på, når månebilen kører rundt. Det er sandsynligvis muligt at genskabe nogle af disse omgivelser på Jorden, men dem alle ville næppe være realistisk. Man kunne forestille sig, at en sådan visuel effekt kunne opnås ved brug af slowmotion (high-speed optagelse). Men en sådan ville nedsætte alle bevægelser; f.eks. også astronauternes vandrette armbevægelser, og det er ikke tilfældet på optagelserne fra Månen. På disse er det kun tyngdeafhængige bevægelser (fald), der er langsommere end på Jorden. Desuden havde man i 1969 ikke teknologien til at lave lange sekvenser i slowmotion.

## Laser-reflektorer
Apollo 11, 14 og 15 opstillede laser-reflektorer på de respektive landingssteder.
Selv i dag vil laserstråler, afsendt fra observatorier på Jorden, reflekteres af de af apolloastronauterne opstillede laser-reflektorer. Det er bevis for, at der har været mennesker på Månen!
Svar: De to sovjetiske ubemandede Lunokhod månejeeps er udstyret med franskbyggede laserreflektorer med 14 10cm prismer. I december 1970 måltes afstanden fra observatoriet Pic du Midi til Månen med 30 cm unøjagtighed. Det modbeviser, at laser-reflektorer skulle være bevis for mennesker på Månen. Man havde laserrefleksioner fra Lunokhod 2, men ikke fra Lunokhod 1. Først da NASA's Lunar Reconnaissance Orbiter opdagede Lunokhod 1 visuelt, kunne man i april 2010 rette jordteleskoper nøjagtigt mod Lunokhod 1 og få målt afstanden til Mare Imbrium, som supplement til de fire andre laserreflektorer.

## Suspekte dødsfald
En hel del NASA-astronauter døde under mystiske omstændigheder.[kilde mangler]
- Theodore Freeman — T-38 flystyrt 31. oktober 1964
- Elliot See — T-38 flystyrt 28. februar 1966
- Charles Basset — samme fly som Elliot See
- Gus Grissom — 27. januar 1967 i Apollo 1-branden
- Edward White — Apollo 1
- Roger Chaffee — Apollo 1
- Edwards Givens — Bilulykke 6. juni 1967
- Clifton Williams — T-38 flystyrt 5. oktober 1967

Svar: Astronaut-jobbet er en farlig branche. Samtidig med at ovennævnte NASA-astronauter døde, døde andre astronauter/kosmonauter, uden tilknytning til måneprogrammet, også:
- Grigori Neljubov[11] — døde 18. februar 1966 (Luftvåbnets gruppe)
- Joseph Walker — F-104 flystyrt 8. juni 1966 (X-15)
- Vladimir Komarov — Sojuz 1, 24. april 1967
- Russell Rogers — F-105 flystyrt 13. september 1967 (X-20 Dyna-Soar)
- Michael Adams — X-15-styrt 15. november 1967 (X-15)
- Robert Lawrence — F-104 flystyrt 8. december 1967 (MOL)
- Jurij Gagarin — MiG-15 flystyrt 27. marts 1968
- Pavel Beljajev — Operation 10. januar 1970 (Voskhod-gruppen)
- James Taylor — T-38 flystyrt 4. september 1970 (MOL)
- Georgi Dobrovolski — Sojuz 11, 29. juni 1971
- Vladislav Volkov — Sojuz 11
- Viktor Patsajev — Sojuz 11

Udvælgelsen til astronaut kan få nogle mennesker til at blive overmodige; Karl Henize døde på Mount Everest som næsten 67-årig i 1993, Robert Overmeyer faldt ned med et veteranfly i 1996...

## Apollo-efterladenskaber set fra rummet
I juli 2009 offentliggjorde NASA billeder fra månesonden Lunar Reconnaissance Orbiter der bl.a. viser underdelen af Apollo 14's månelandingsmodul Antares, skyggen af denne samt fodspor fra astronauterne (Apollo 14 havde ingen månejeep). . Underdelen af Antares er 3,6 m i diameter og fyldte ni pixels, men med den lave sol fyldte skyggen tyve pixels. Da LRO er et NASA-projekt, vil disse billeder være lige så overbevisende som de billeder NASA tog i 1969. Imidlertid har lignende missioner fra Japan og Indien også fotograferet Apollo-landingssteder.